# Distretto di Torbalı

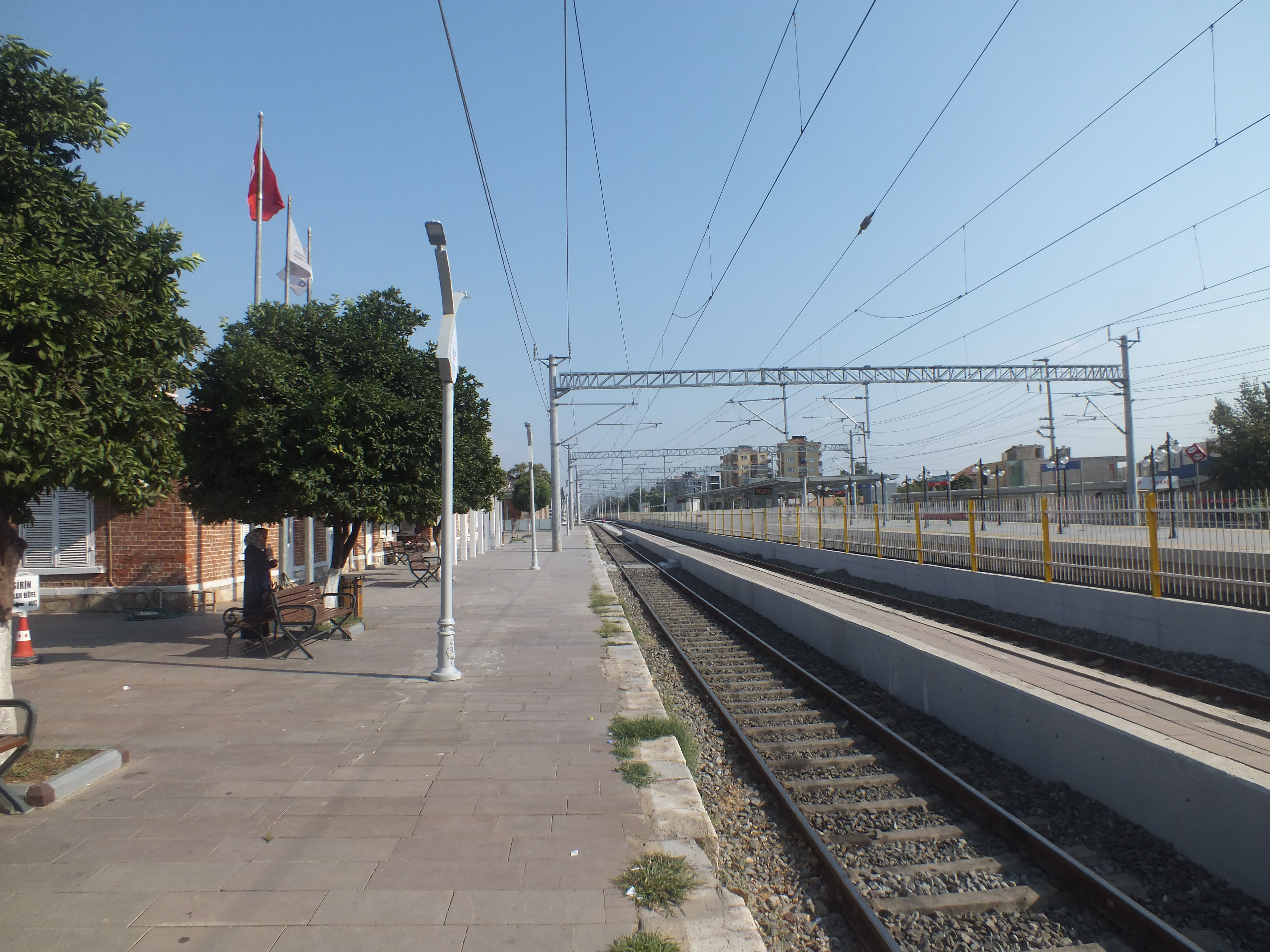
Torbalı train station

Il distretto di Torbalı (in turco Torbalı ilçesi) è uno dei distretti della provincia di Smirne, in Turchia.